# مارگارت ماهی
مارگارت ماهی (به انگلیسی: Margaret Mahy) (زادهٔ ۲۱ مارچ ۱۹۳۶ در فاکاتانی، نیوزیلند – درگذشتهٔ ۲۳ ژوئیه ۲۰۱۲ در کرایست‌چرچ، نیوزیلند) نویسندهٔ برجستهٔ آثار کودکان در نیوزیلند و یکی از نویسندگان شاخص این رشته در جهان بود.

## زندگی
مارگارت ماهی بزرگ‌ترین فرزند از میان پنج فرزند خانواده بود. او در زادگاهش فاکاتانی بزرگ شد. پدرش که کارگر پلسازی بود اغلب برای فرزندانش از داستان‌های ماجراجویانه‌ای تعریف می‌کرد که بعدها روی نوشته‌های ماهی تأثیر گذاشت. مادر مارگارت معلم بود. مارگارت نخستین اثرش «هری بد است» را وقتی منتشر کرد که هفت سالش بود. او داستانش را در کلاسی که در آن درس می‌خواند نشان داد تا به آن‌ها نشان دهد که می‌توانند در هر سنی که باشند داستان بنویسند.
مارگارت به یک دبیرستان محلی رفت، جایی که به عنوان یک شناگر مستعد شناخته شد. ماهی لیسانس خود را در کالج دانشگاهی اوکلند (۱۹۵۲-۱۹۵۴) و کالج دانشگاهی کانتربوری گذراند و در سال ۱۹۵۵ فارغ‌التحصیل شد. در سال ۱۹۵۶ مارگارت در دانشکدهٔ کتابداری نیوزیلند ولینگتون آموزش کتابداری دید و سپس به عنوان کتابدار در خدمات کتابداری کریسچرچ در پتون مشغول به کار شد و در سال ۱۹۷۶ در کتابخانه عمومی کانتربوری مشغول به کار شد. در طول این مدت او داستان‌های زیادی را در ژورنال مدارس نیوزیلند منتشر کرد و در نهایت اولین کتاب وی با نام «یک شیر در علفزار» در سال ۱۹۶۹ منتشر شد که منجر به شهرت بین‌المللی او گردید.
در نهایت زندگی این نویسندهٔ برجسته با یک دورهٔ کوتاه بیماری به پایان رسید.

## فعالیت ادبی

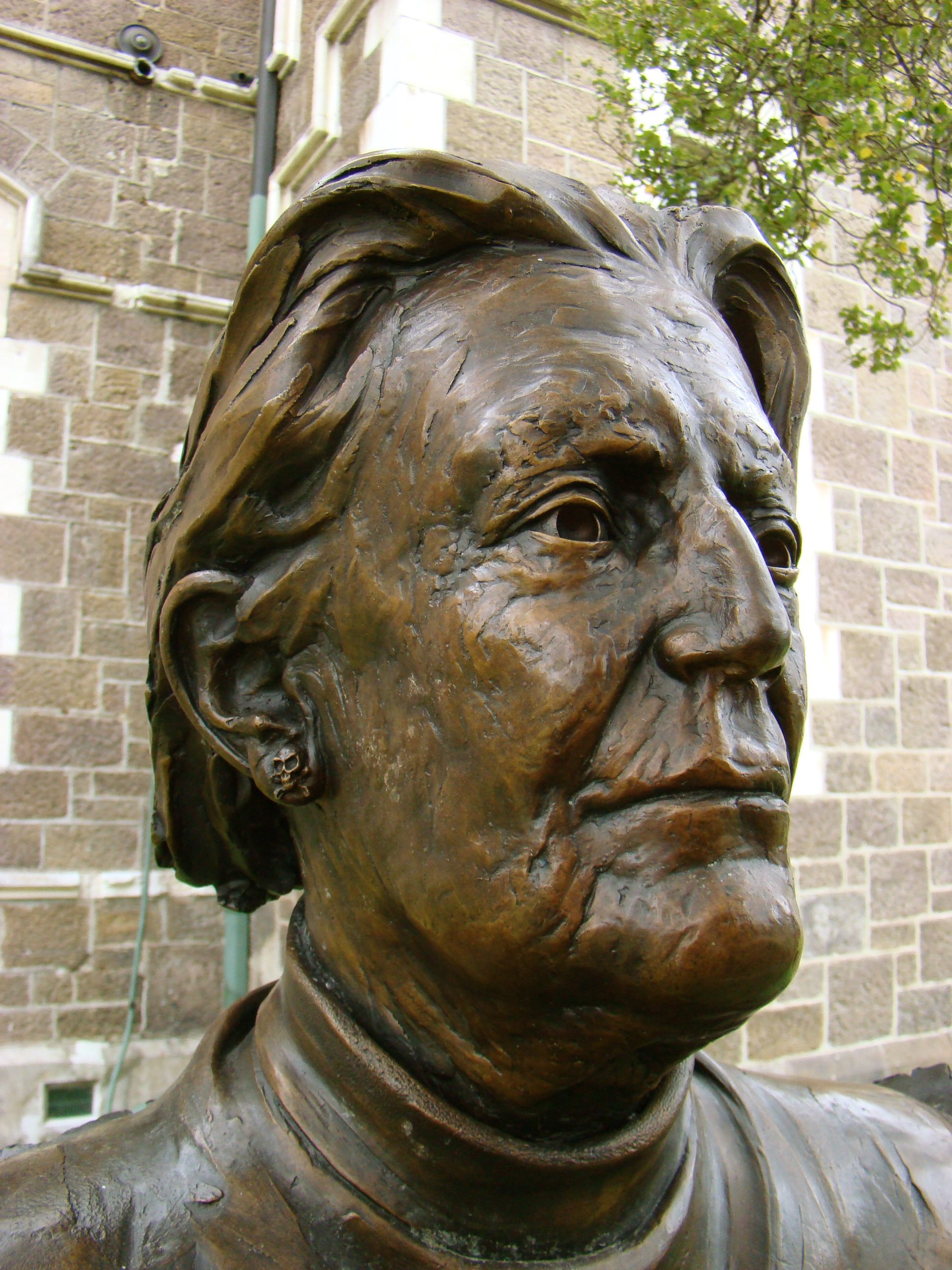
مجسمهٔ برنزی مارگارت ماهی، بخشی از مجسمهٔ دوازده قهمرمان محلی

این نویسندهٔ پرکار در سال ۱۹۶۹ با انتشار نخستین کتابش با عنوان «یک شیر در علفزار» توسط یک ویراستار آمریکایی کشف شد و از همان زمان کارش را در گسترهٔ جهانی ادامه داد. او در سال ۲۰۰۶ دربارهٔ این کتاب گفته بود فکر می‌کنم این کتاب هنوز هم برای من خیلی خاص است چون نخستین کتاب چاپ‌شده‌ام بود.
اما در واقع، او نخستین کتابش را وقتی که تنها هفت سال داشت نوشت. وی مادر دو فرزند بود و روزها به عنوان یک کتابدار کار می‌کرد و شب‌ها به خلق آثارش می‌پرداخت. او می‌گفت باید برای بچه‌ها کتاب‌هایم را می‌خواندم تا به خواب بروند. خانم ماهی از سال ۱۹۸۰ به عنوان یک نویسندهٔ تمام‌وقت بر نوشتن متمرکز شد و آثار باارزشی خلق کرد.
او در طول دورهٔ کاری‌اش ۲۰۰ عنوان کتاب نوشت و منتشر کرد که بیشتر آن‌ها به زبان‌های دیگر نیز ترجمه شده‌اند. با اقتباس از آثار او فیلم‌های تلویزیونی نیز ساخته شده و شماری از آن‌ها در قالب نمایش بر صحنه رفته‌اند.
او می‌گفت اغلب پیش از نوشتن قصه‌هایش آن‌ها را وقت راه‌رفتن با صدای بلند برای خودش تعریف می‌کرد. وی معتقد بود از نوشتن چیز مادی چندانی به دست نمی‌آید اما وی احساس غنی‌بودن می‌کرد چون بچه‌های زیادی با قصه‌هایش آشنا بودند.
آخرین کتاب او با عنوان «مردی از سرزمین فاندانگونف» هفتهٔ پیش از درگذشتش منتشر شد.

## جوایز
این نویسندهٔ برجسته دو بار مدال کارنگی را در سال‌های ۱۹۸۲ برای «شکار» و ۱۹۸۴ برای «تبدیل» دریافت کرد و سه جایزهٔ فونکس را نیز در سال‌های ۲۰۰۵، ۲۰۰۶ و ۲۰۰۷ گرفت. او برندهٔ جایزهٔ هانس کریستین آندرسن در سال ۲۰۰۶ نیز بود.

## پی‌نوشت
1. 1 2 3 4 5 6 7 8  «مارگارت ماهی نویسندهٔ محبوب...»،  ایبنا.
2. ↑  «New Zealand Book Council Biography». بایگانی‌شده از اصلی در ۱۱ فوریه ۲۰۲۱. دریافت‌شده در ۲۴ ژوئیه ۲۰۱۲.
3. ↑  Biography of Margaret Mahy
4. ↑  «Author Margaret Mahy dead at 76». nzherald.co.nz. دریافت‌شده در ۲۳ ژوئیه ۲۰۱۲.